# Maomé Xá do Império Mogol
Nasir-ud-Din Maomé Xá, Nasir-ud-Din Maomé Xá Irkhwaz, Abu Al-Fatah Nasir-ud-Din Roshan Akhtar Maomé Xá (17 de agosto de 1702 – 26 de abril de 1748), (محمد شاه) foi o Imperador Mogol entre 1719 e 1748. Ele era filho de Khujista Akhtar, o quarto filho de Bahadur I. Ascendendo ao trono 1719 com a ajuda dos Irmãos Sayyid, ele mais tarde os subjugou com a ajuda de Asif Jah I. Hussain Ali Cã foi assassinado em Fatehpur Sikri em 1720, e Syed Hassan Ali Cã Barha foi envenenado em 1722. Maomé Xá foi um grande patrono das artes, incluindo música, cultura e assuntos administrativos. Seu nome escrito foi Sada Rangila e ele as vezes é referido como "Maomé Xá Rangila".
Mesmo que tenha sido um patrono das artes, o reinado de Maomé Xá foi marcado por grande declínio. Os mogóis já haviam mostrado declínio durante anos, mas as invasões de Nader Xá da Pérsia e o subsequente saque a capital Mogol iriam acelerar a queda que já estava acontecendo. O curso dos eventos não apenas chocou e apavorou os Mogóis, mas trouxe também mais invasores estrangeiros, incluindo os britânicos.

## Juventude

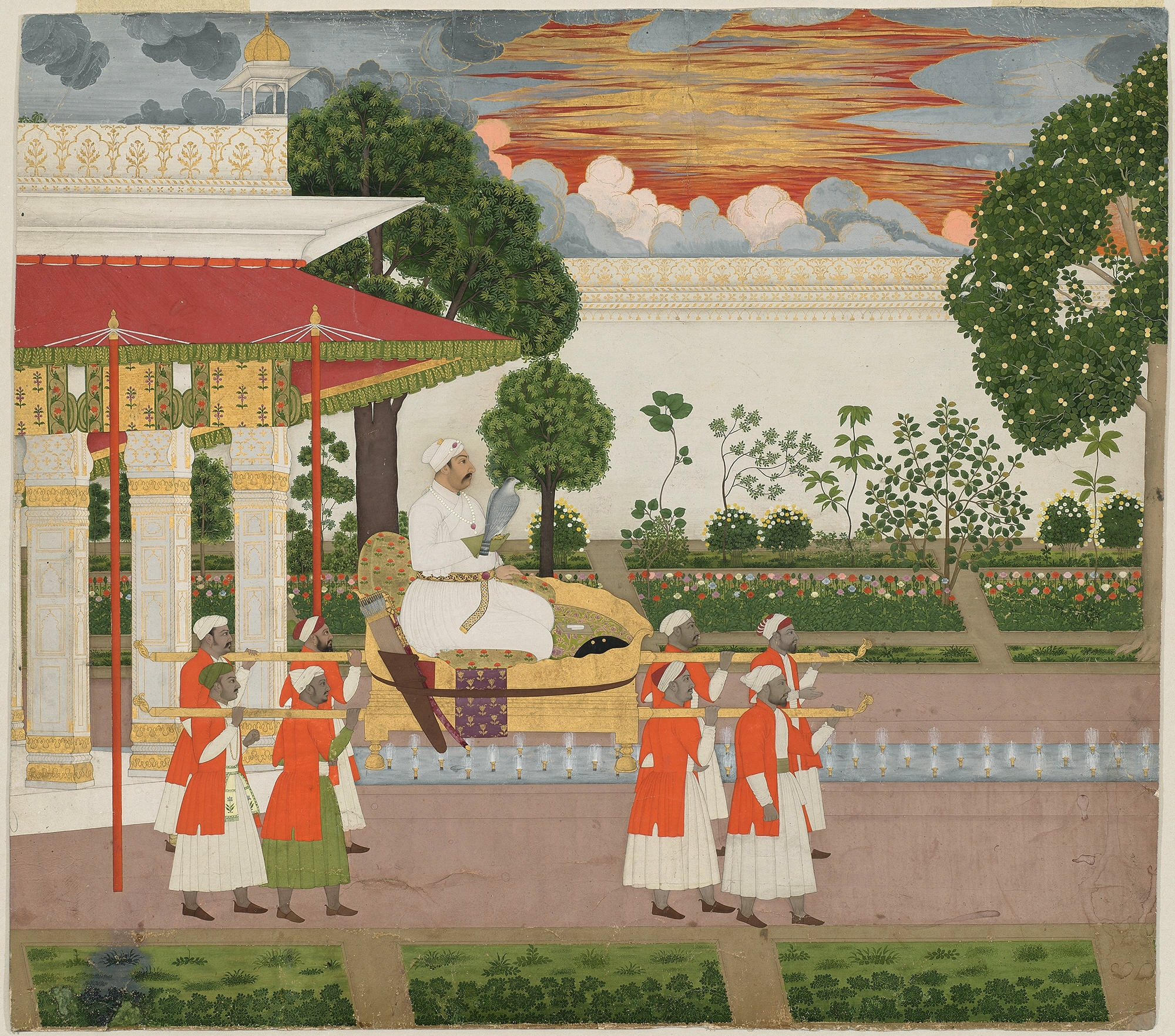
O imperador Mogol, Maomé Xá com o seu Falcão visitando o jardim imperial no nascer do sol em uma Liteira.

Maomé Xá nasceu em 1702 em Gázni (atualmente no Afeganistão), durante o reinado do Imperador Aurangzeb. Em 1707, seu avô, Bahadur I tinha derrotado e eliminado seu próprio irmão Maomé Azam Xá em 19 de junho de 1707 na Batalha de Jajau, durante outra guerra de sucessão que sucedeu depois de seu da morte de seu avô, Bahadur I seu pai foi assassinado, e o príncipe de 12 anos e sua mãe foram presos pelo próprio tio, Jahandar Xá, mas foram livrados da morte. Já que ele aprendia rápido, sua mãe tomou conta de sua educação, enquanto seu pai aumentou as suas habilidades administrativas. Desde a deposição de Farrukhsiyar em 1719 muitos imperadores mogóis ascenderam brevemente ao trono, mas os Irmãos Sayyid escolheram Maomé Xá para se tornar o novo Imperador.

## Reinado
Em 29 de setembro de 1719, ele recebeu o título de e Abu Al-Fatah Nasir-ud-Din Roshan Akhtar Muhammad Shah e foi coroado no Forte Vermelho. Sua mãe recebeu quinze mil rúpias mensais para suas necessidades, mas os Irmãos Sayyid mantiveram o novo imperador sob extrema supervisão.
O Grande Vizir Mogol, Syed Hassan Ali Cã Barha e seu irmão, o comandante e chefe mogol, Syed Hussain Ali Cã Barha tinham conhecimento de que Asaf Jah I e seus aliados, Qamaruddin Cã e Zain ud-din Ahmad Cã estavam tentando dissolver a sua administração. Os Irmãos Sayyid rapidamente nomearam o príncipe, Maomé Ibrahim, que queria ser um imperador mogol, mas ele foi rapidamente derrotado por aliados do jovem imperador Maomé Xá em 13 de novembro de 1720.

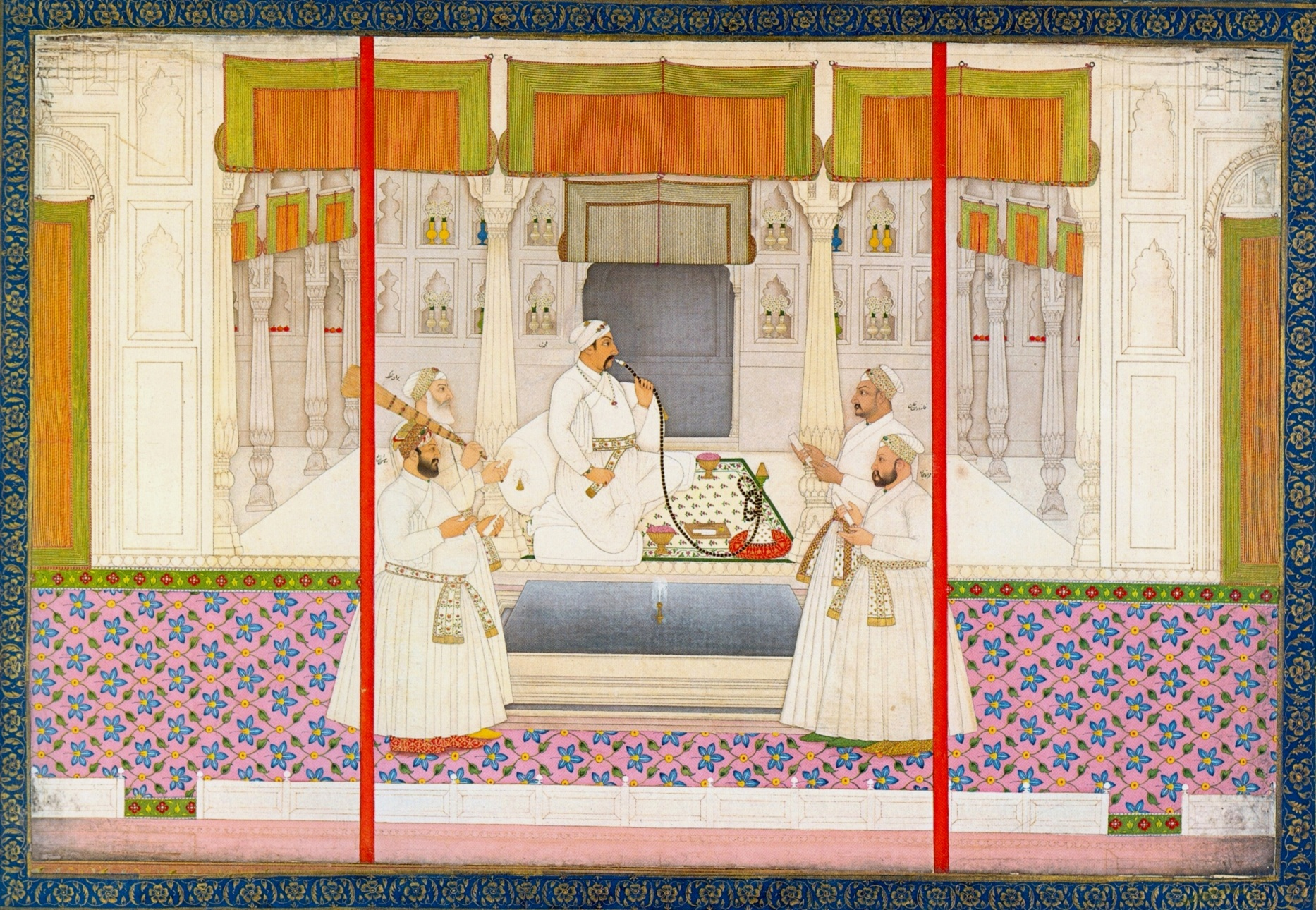
O Divã imperial do Imperador Mogol, Maomé Xá.

Em 1721, o jovem Maomé Xá se casou com a filha do antes deposto imperador mogol, Farrukhsiyar.
Em 21 de fevereiro de 1722, Maomé Xá nomeou Asaf Jah I como Grande Vizir do Império Mogol. Ele o aconselhou a ser "tão cauteloso quanto Akbar e tão corajoso quanto Aurangzeb". Asaf Jah I deixou o seu posto de Grande Vizir quando o imperador Maomé Xá demonstrou negligência em sua administração. O Grande Vizir, Asaf Jah I nomeou o comandante Mogol, Ewaz Cã como mestre das tropas em Aurangabad e muitos de seus deveres logísticas foram respondidos por Inayatullah Kashmiri. Asaf Jah I deixou o império em desgosto e nomeou Qamaruddin Cã para ser o seu sucessor como Grande Vizir do Império Mogol, ele enviou uma expedição para Decão em 1723. Asaf Jah I lutou com Mubariz Cã, o Subedar de Decão. Tirando vantagem das fraquezas de Mubariz Cã, Asaf Jah I o derrotou e eliminou durante a Batalha de Shakarkhelda. Asaf Jah I fundou o Nizam de Hyderabad em 1725.
Durante esse tempo, as Guerras Mogol-Marata (1728–1763) iriam causar uma devastação irreparável aos habitantes do fraco Império Mogol.
Em 1737, os Maratas, sob o comando de Baji Rao I anexaram Guzerate, Malwa e Buldelcanda e saquearam a capital Deli.
Em 1739 Nader Xá, Tirando vantagem da fraqueza dos mogóis, da rebelião nas suas fronteiras ocidentais mogóis perto de Candaar e da negligencia das autoridades mogóis, iniciou invasões ao Império Mogol a capturou Gázni, Cabul, Lahore, e Sind. Depois ele avançou contra o Imperador Mogol, Maomé Xá que ele derrotou na Batalha de Karnal. Os persas massacraram os exércitos mogóis em menos de três horas, marchou sobre a capital Deli, a saqueou e a pilhou e acumulou muitos tesouros que levou de volta para a Pérsia. O evento pôde enfraquecer os mogóis mais drasticamente, abrindo caminho para mais invasores, e eventualmente, para os britânicos.
Em 1748, Ahmad Shah Durrani do Afeganistão invadiu o Império Mogol. Seu herdeiro Ahmad Shah Bahadur, o Grande Vizir Qamaruddin Cã, seu filho e  Safdarjung foram enviados com setenta e cinco mil homens depois da derrota de Shahnawaz Cã em Lahore. Os doze mil homens durrani foram derrotados na Batalha de Manipur (1748), e os durrani foram forçados a se retirar. Houve grande alegria com o resultado desse evento em todo o Império Mogol.

### Aliados
Durante seu reinado, Maomé Xá teve vários aliados ao redor do Império.

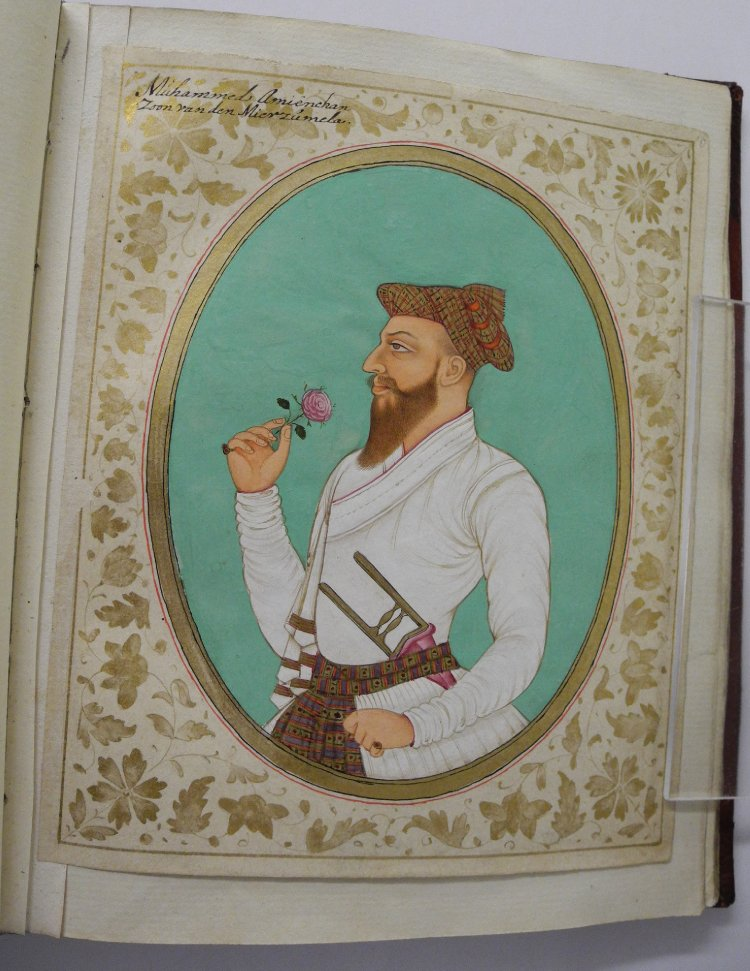
Maomé Amin Cã Turani foi o comandante do exército mogol que dissolveu a administração dos Irmãos Sayyid.
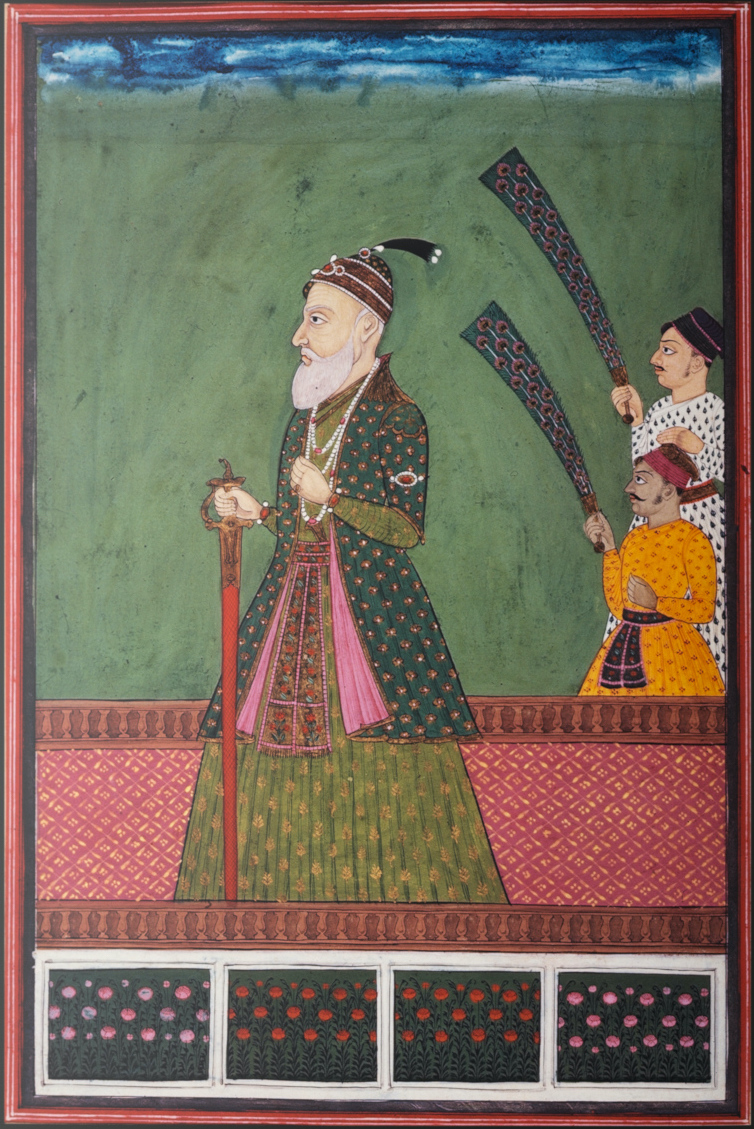
Asaf Jah I foi nomeado Grão-vizir do Império Mogol em 21 de fevereiro de 1722.
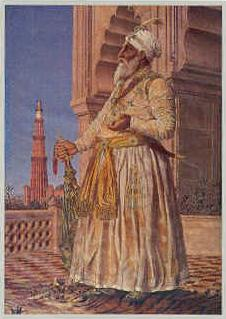
O Nababo de Oudh, Saadat Ali Cã comandou e treinou a maior parte do exército mogol.
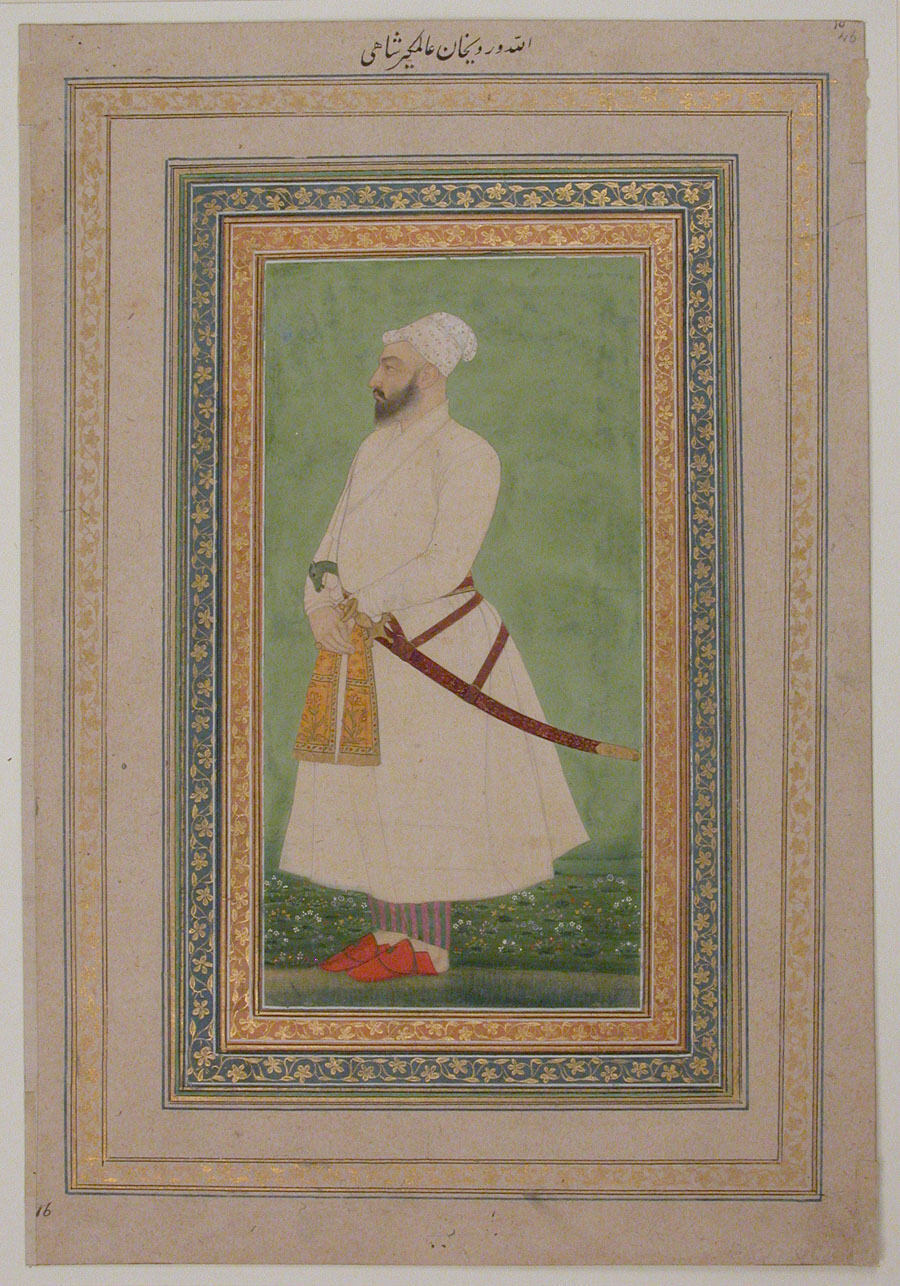
Alivardi Cã era o Nababo de Bengala
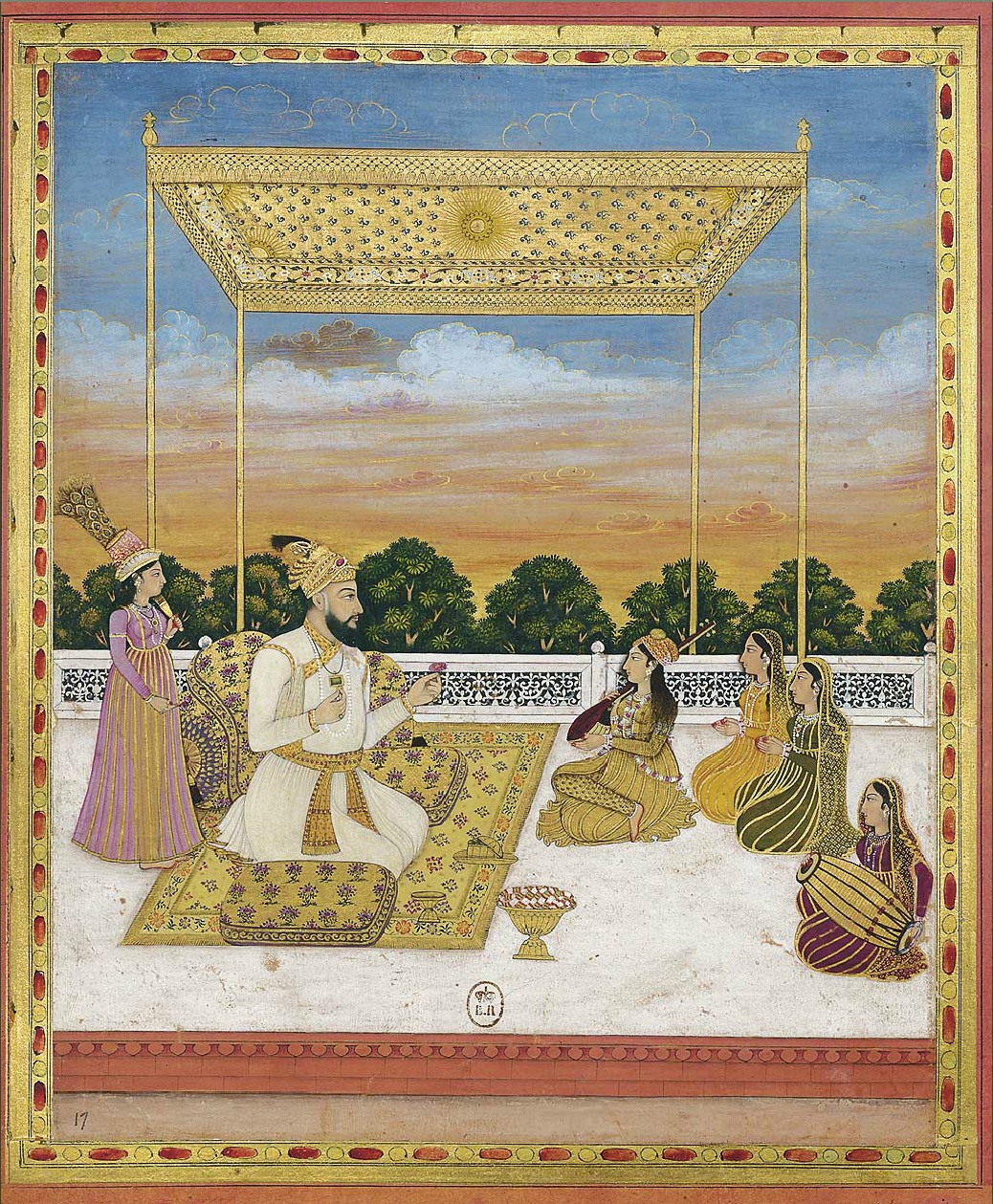
Maomé Cã Bangash era o Nababo de Farrukhabad.
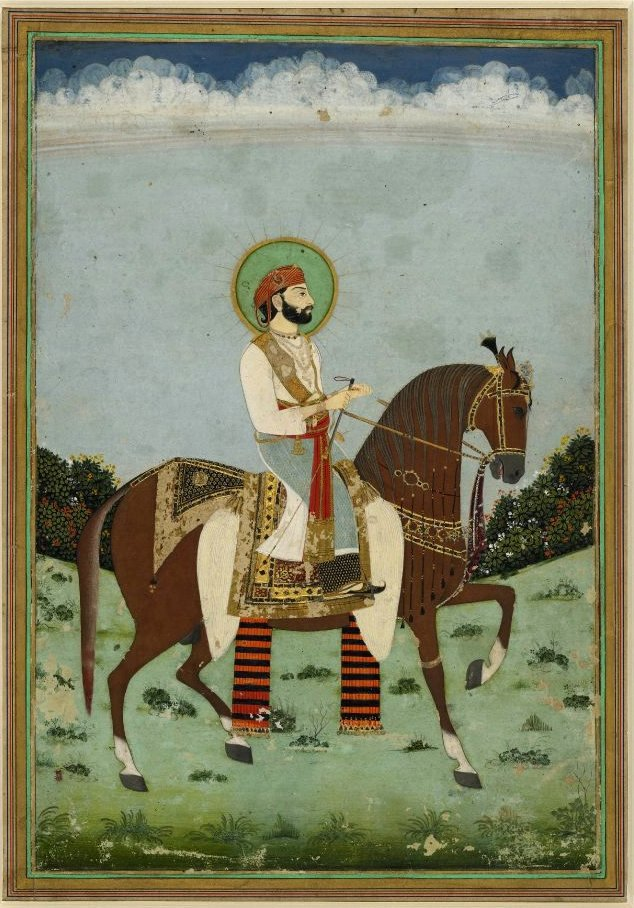
Jai Singh II patrocinou um Zij em honra de Maomé Xá.
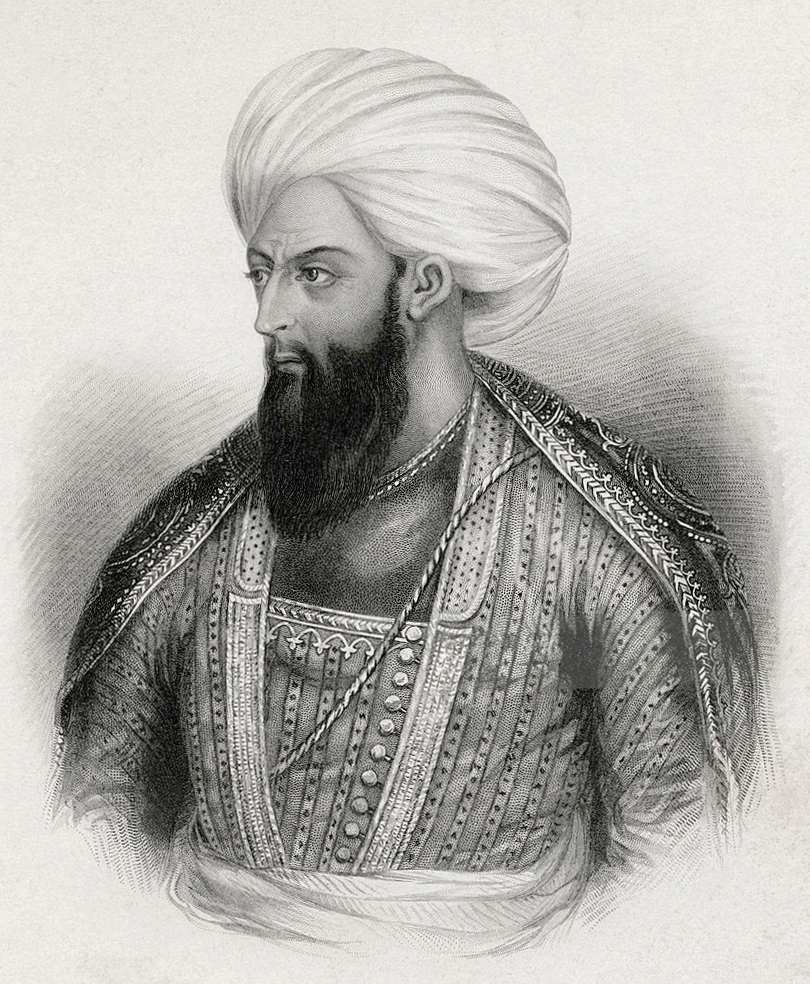
Doste Maomé Cã foi o fundador do Estado de Bopal

### Desenvolvimentos culturais e administrativos

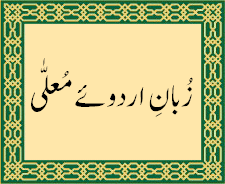
A frase Zuban-i urdu-yi Mu'allá ("Língua da Horda exaltada") escrita no roteiro nasta'liq.

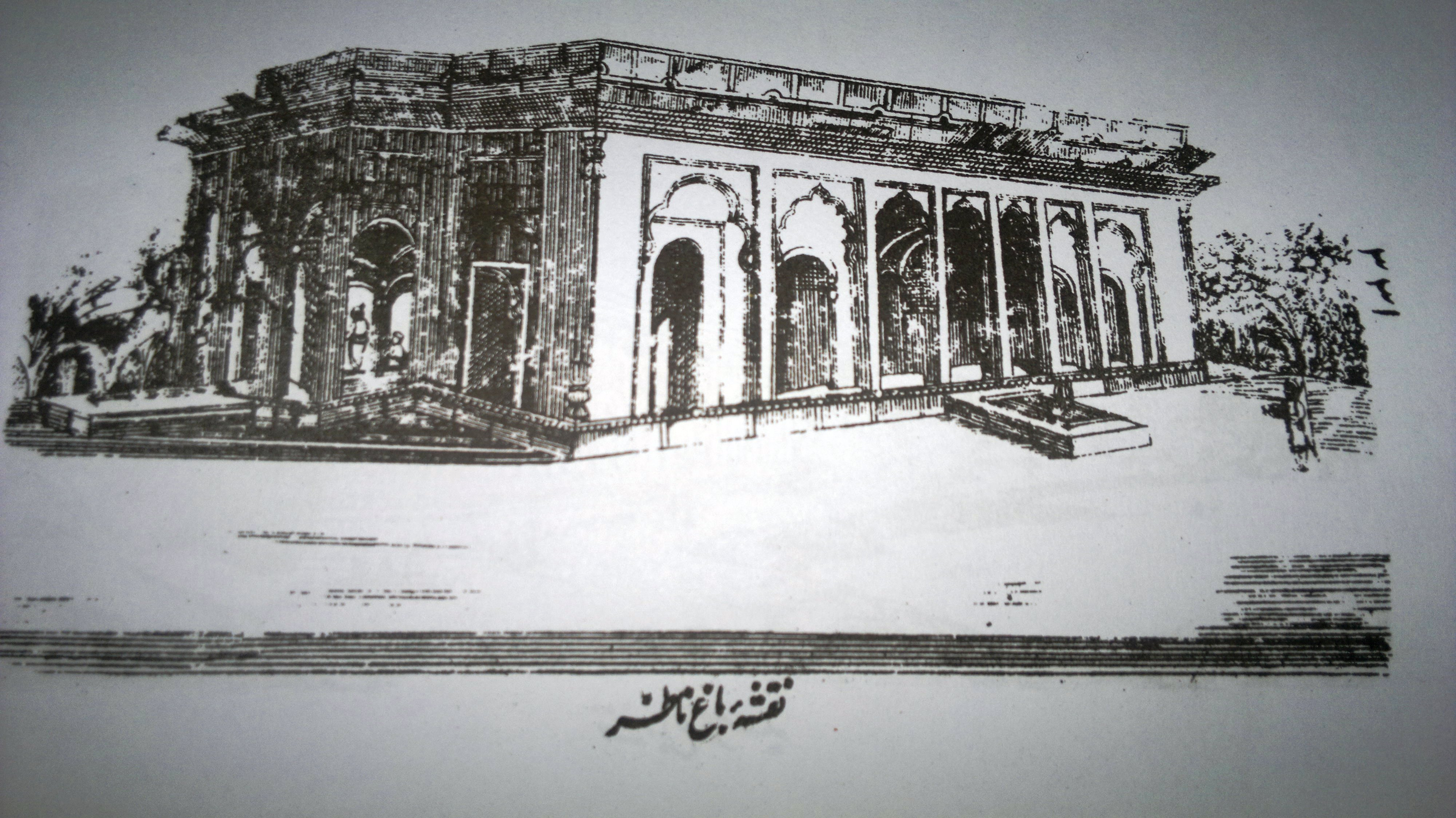
Baagh e Naazir foi construída por Maomé Xá em 1748.

a Língua Urdu já havia sido inventada antes do reinado de Maomé Xá. Entretanto, durante o seu reinado, ela se tornou uma língua comum entre os cidadãos e o imperador a instalou como uma língua da corte. Mas, muitos escritores dizem que foram os britânicos que fizeram a língua Urdu uma língua oficial e que ela nunca foi uma língua da corte durante o Império Mogol. Durante o reinado de Maomé Xá, o Qawwali foi reintroduzido na corte imperial e rapidamente se espalhou pelo sul da Ásia mais rápido do que antes. Maomé Xá também é conhecido por ter introduzido instituições religiosas para educação, como Maktabs. Durante seu reino, o Alcorão foi traduzido pela primeira vez em persa simples e Urdu. Também, durante o seu reino, o vestido turcomano formal, normalmente usado pela alta nobreza Mogol que originalmente vieram de Samarcanda, foi substituído pelo Sherwani.
Dizem que Maomé Xá promoveu as artes como dança e música com grande paixão, quase com os mesmos custos que as prioridades administrativas, abrindo o caminho para a desintegração do governo. Enquanto o poder político Mogol estava em declínio em seu reinado, o imperador era um patrono das artes, contratando artistas importantes, como Nidha Mal (ativo de 1735 a 1775) e Chitarman, cujas pinturas realistas mostravam cenas da vida da corte, como celebrações sagradas, caças e falcoaria. A corte mogol da época tinha músicos como Niamate Cã, também conhecido como Sadarang, e seu sobrinho Firuz Cã (Adarangue), cujas composições popularizou a forma musical de Khyal. Niamate Cã compôs Khyal com seus discípulos e nunca praticou um Khyal. Esse componente chave da música clássica indiana evoluiu, ascendeu e recebeu o maior apoio na corte de Maomé Xá.

### Desenvolvimentos Científicos
Durante o reinado do imperador mogol Maomé Xá, um trabalho cientifico significativo conhecido como Zij-i Muhammad Shahi foi concluído por Jai Singh II de Amber entre os anos de 1727 e 1735; e consistiu em quatrocentas páginas.

## Guerras Mogol-Marata

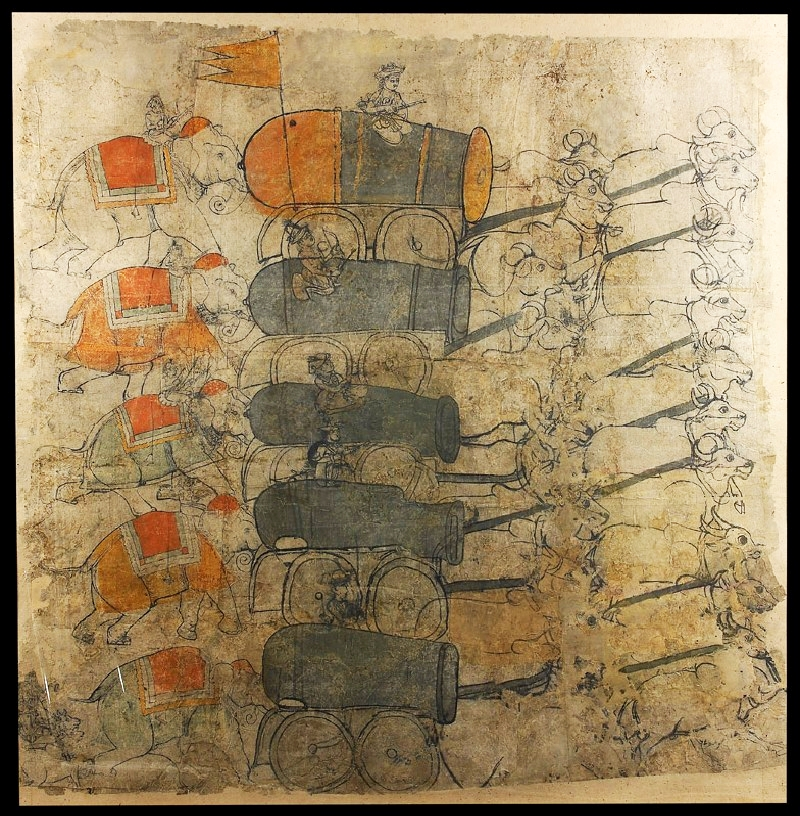
Elefantes puxando canhões de artilharia mogol carregados por bois.

Depois que Asaf Jah I deixou Deli, os Maratas tinham expandido pelo Rio Narmada. Antes disso, no início de 1723 eles invadiram a rica província de Malwa. O imperador mogol confiou sua defesa ao governador da área, que falhou com ele. Assim, no inverno do mesmo ano, eles alcançaram Ujjain, a capital de Malwa. Em 1725, a liderança de Gujarat foi transferida para Sarbuland Cã. Enfurecidos com a autoridade mogol, os Maratas invadiram Gujarat mas foram derrotados por Sarbuland Cã e suas tropas. Isso aconteceu principalmente porque a maior parte do exército Marata, includindo seu líder Baji Rao I, estavam na época lutando contra Asaf Jah I em Hyderabad. A guerra com Hyderabad, entretanto, foi favorável para os Maratas.
Em 1728, durante o mês de fevereiro, Asaf Jah I foi decisivamente derrotado na Batalha de Palkhed. Em 1728, os Maratas liderados por Baji Rao I e seu irmão Chimnaji Appa invadiram a província mogol de Malwa e desafiaram o Subedar mogol, Girdihar Bahadur, que liderava um largo exército mogol durante a Batalha de Amjhera. Girdihar Bahadur e o seu primo, Daya Bahadur, foram derrotados e mortos. Em 29 de novembro, Chimnaji Appa foi em busca de sobreviventes do exército mogol de Malwa durante um cerco fracassado de Ujjain.

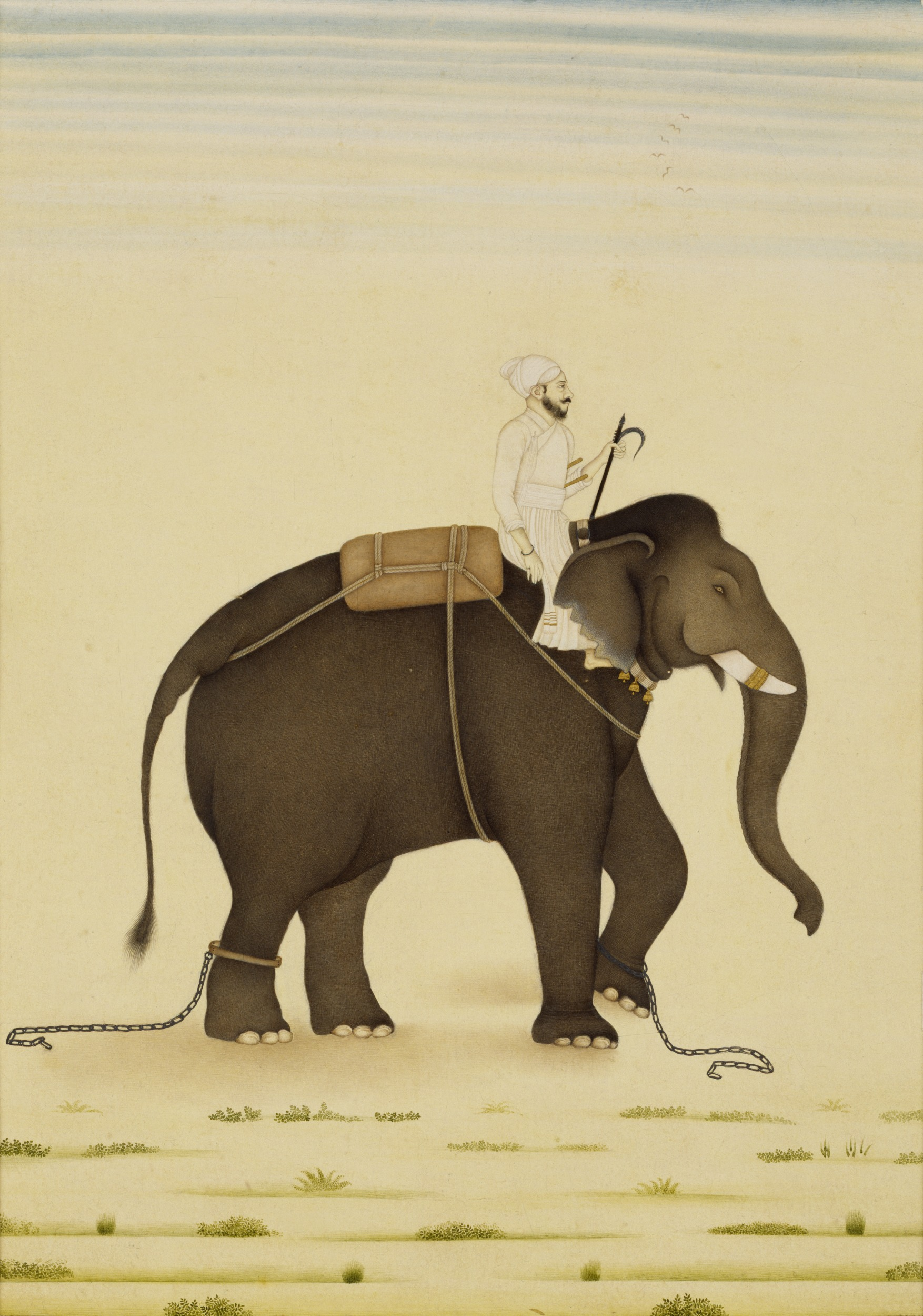
Um elefante carregando o Imperador Mogol, Maomé Xá.

Em 1731, Asaf Jah I o Nizam de Hyderabad tentou controlar lideres Marata influentes, como Trimbak Rao Dabhade e Seanbhoji que traíram e abandonaram os Maratas e se juntaram as forças do imperador mogol, Maomé Xá. Essa tática foi considerada inaceitável por Baji Rao I e por seu irmão, Chimnaji Appa, que liderou um exército bem armado de Maratas para interceptar Trimbak Rao Dabhade e Sanbhoji durante a Batalha de Dabhoi, onde as facções contrárias foram derrotadas, capturadas e mortas. Baji Rao I então atacou Gujarat com todo o exército e finalmente capturou Sarbuland Cã em 1735.
Em 1736, Siddi's of Murud-Janjira tentou recapturar Raigarh do exército de Baji Rao, em 19 de abril de 1736, Chimnaji atacou o ajuntamento dos acampamentos de Siddi durante a Batalha de Riwas, quando confronto se encerrou, mil e quinhentos homens, incluindo o líder deles, Siddi Sat foram mortos.
Em 1737, Asaf Jah I o Nizam de Hyderabad liderou um grande exército mogol para assistir ao Nababo de Bhopal, Yar Maomé Cã Bahadur, mas em vez de ficar dentro da cidade de Bhopal por causa dos oitenta mil Maratas liderados por Baji Rao I. A Batalha Bhopal continuou até Safdarjung e o restante de seu exército foram expulsos por Malhar Rao Holkar. Com as seguintes negociações de paz, Asaf Jah I concordou com o tratado de paz ratificado pelo imperador mogol Maomé Xá que deu Malwa aos Marathas. Em 1737 o chefe Maratha, Baji Rao I atacou a capital imperial mogol em Deli, e derrotou o bem treinado exército mogol liderado por Amir Cã Bahadur, mas foi forçado a se retirar quando o Vizir Mogol Qamaruddin Cã e seus reforços bem armados e seus reforços substancialmente bem armados lutaram muito com os Marathas nos arredores de Deli. Baji Rao I e os Maratas fugiram ao sudeste para Badshahpur, onde ele se correspondia com o imperador Mogol Maomé Xá, que ratificou a paz ao concordar a entrega de Malwa aos Maratas. Entre os afluentes leais do Império Mogol estava Meenakshi, a rainha dos Nayaks Madurai em Dindigul Fort, ela havia assistido as forças Mogol nas várias vezes contra os Maratas.
Em 1740, Dost Ali Cã o Nababo de Carnatic e Chanda Sahib enfrentaram a tarefa de expulsar os Maratas sob o controle de Raghoji I Bhonsle, autorizada por Shahu. Dost Ali Cã perdeu a vida em 20 de maio de 1740 na Batalha de Damalcherry em defesa de Arcot e sua população, que foi saqueada e pilhada. Chanda Sahib junto com a seu exército foi capturado e preso em Satara. Chanda Sahib e suas tropas defenderam ferozmente seus assentamentos restantes durante o Cerco de Trichinopoly e quase todos os territórios do Nababo de Carnatic, mesmo estando em menor número em relação aos Maratas, seus esforços rapidamente chamaram a atenção de um curioso oficial da Companhia Francesa das Índias Orientais chamado Joseph François Dupleix. Insatisfeito com a ocupação Marata dos territórios do Nababo de Carnatic, Asaf Jah I liderou uma expedição para libertar a região de Carnatic, ele se juntou a Sadatullah Cã IIAeeAnruddin MuMaéh ã, jungot eles recapturaram Arcot e iniciaram o Cerco de Trichinopoly (1743), que durou cinco meses e forçou os Maratas, liderados por Murari Rao Ghorpade a evacuar o Carnatic.
Em 1747, os Maratas liderados por Raghoji I Bhonsle, começaram a atacar, pilhar e anexar os territórios do Nababo de Bengala, Alivardi Cã. Durante a invasão Marata de Orissa, o Subedar Mir Jafar retirou todas as forças até a chegada de Alivardi Cã e do exército mogol na Batalha de Burdwan onde Raghoji I Bhonsle e seu exército Marata foram completamente encaminhado. O enfurecido Nababo de Bengala Alivardi Cã dispensou Mir Jafar. Entretanto, quatro anos depois Orissa foi cedida aos Maratas pelo Império Mogol.

## Invasão de Nader Xá

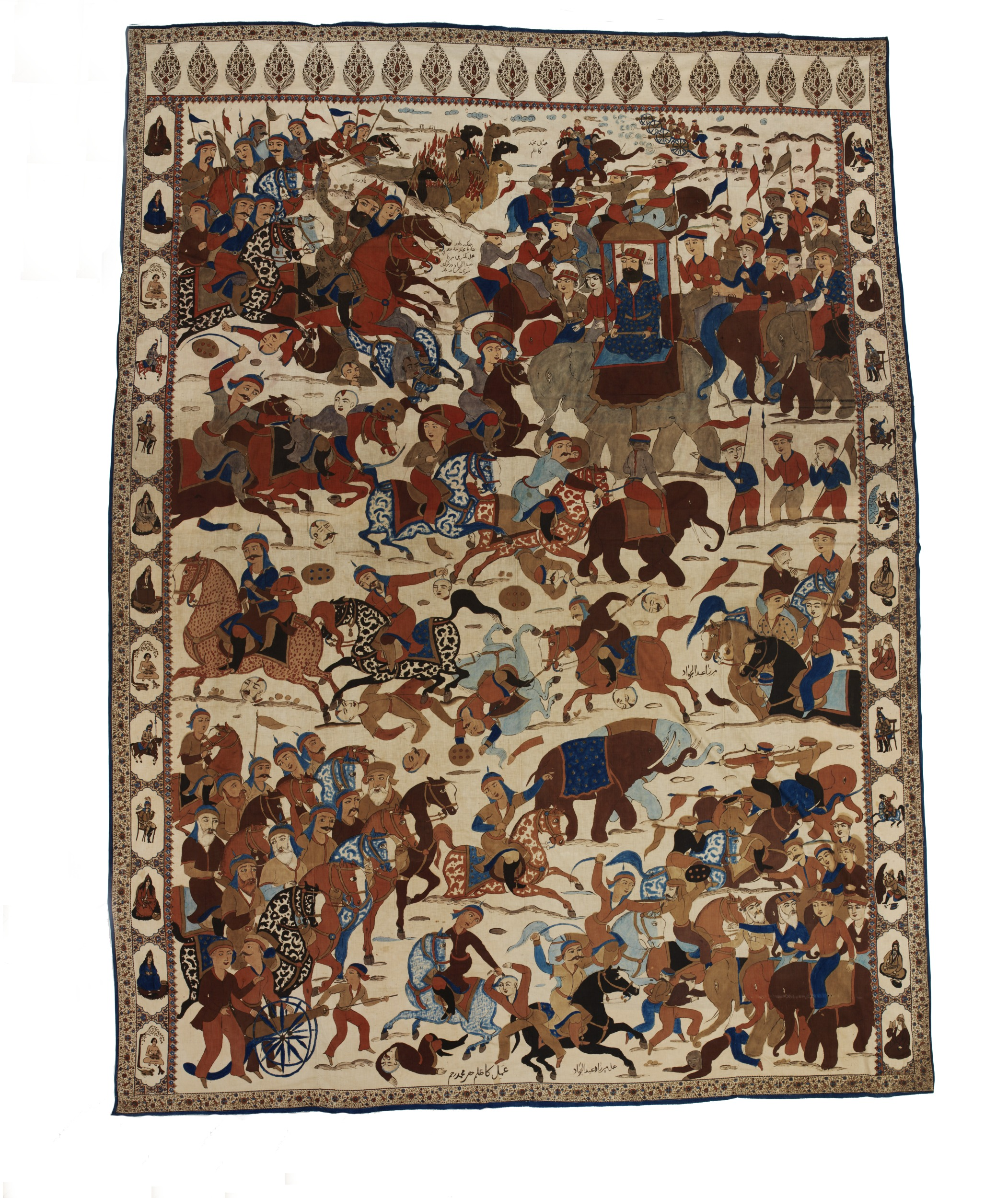
Combate entre o exército afexárida de Nader Xá e o exército Mogol.

Em 13 de fevereiro de 1739, os persas sob o comando do comandante militar, Nader Xá, o líder dos Afexáridas, tinha deposto a Dinastia Safávida, e derrotado o arquirrival persa, o Império Otomano várias vezes, e tinha assegurado a frente ocidental. Depois disso, seus olhos estavam focados no rico, mas enfraquecido Império Mogol. Em 1739, Nader Xá invadiu o Império Mogol, e derrotou Maomé Xá durante a Batalha de Karnal em menos de três horas, e então marchou sobre a capital Deli, e depois de uma sequência de eventos, ele saqueou completamente a cidade, e ocupou muitas das regiões do norte do Império Mogol.

### Causas
Nader Xá queria subjugar os rebeldes afegãos liderados pela tribo Ghilji principalmente os da região de Candaar. Antes disso, ele ordenou a assistência de Maomé Xá para fechar as fronteiras ao redor de Cabul e do Rio Indo para que os rebeldes não fugissem ou procurassem refúgio. Maomé Xá Shah deu uma resposta de confirmação de Nadir Shah, mas não fez nada praticamente, porque os Subedars  e Faujdars locais simpatizavam com os afegãos e rejeitavam o domínio persa. Os rebeldes afegãos fugiram para o Império Mogol. Sentindo se ultrajado por isso, Nader Xá enviou um embaixador para Maomé Xá, mandando ele entregar os fugitivos. O imperador mogol não enviou uma resposta positiva e manteve os persas marginalizados de Deli por um ano. Nader Xá ficou furioso com Maomé Xá. Ele tinha encontrado duas razões para invadir o Império Mogol; uma, os Mogóis não lhe entregaram os rebeldes afegãos e a outra razão era que os Mogóis estavam fracos, mas ainda estavam extremamente ricos.

### Invasão do Império Mogol
Com base nas razões acima, Nader Xá decidiu invadir o Império Mogol, começando os ataques pelo Afeganistão. Em maio de 1738, ele atacou o norte do Afeganistão. No mesmo mês, ele capturou Gázni, Em junho, ele capturou Cabul e em setembro Jalalabade também ficou sob o seu controle. Em novembro ele cercou a fortaleza de Pexauar e arrasou a cidade depois da Batalha de Passo Khyber.
Em janeiro de 1739, ele capturou Lahore, depois de subjugar as Vice-rei Mogol, Zacaria Cã Badur, e seus e seus vinte e cinco mil Sowars de elite, através do rio Chenab, o exército afexárida encurralou diversos rebeldes Sique que Nader Xá previu que iriam trazer benefícios depois de sua invasão.
Quando Nader Xá capturou os territórios a caminho de Attock, Maomé Xá e seus aliados não poderiam fechar os olhos para um perigo futuro. Eles finalmente perceberam que o xá persa não era o tipo de inimigo que se contentaria com o saque de uma província. Mais tarde, ele havia devastado a área que ele havia acabado de conquistar. As cidades de Uarizabade, Emanabade e Guzerate não foram apenas saqueadas como levadas ao chão. Perto de Larkanao exército Afexárida derrotou o exército mogol do Nababo de Sinde, Maim Nur Maomé Calhoro, e mais tarde capturou ele e seus dois filhos.

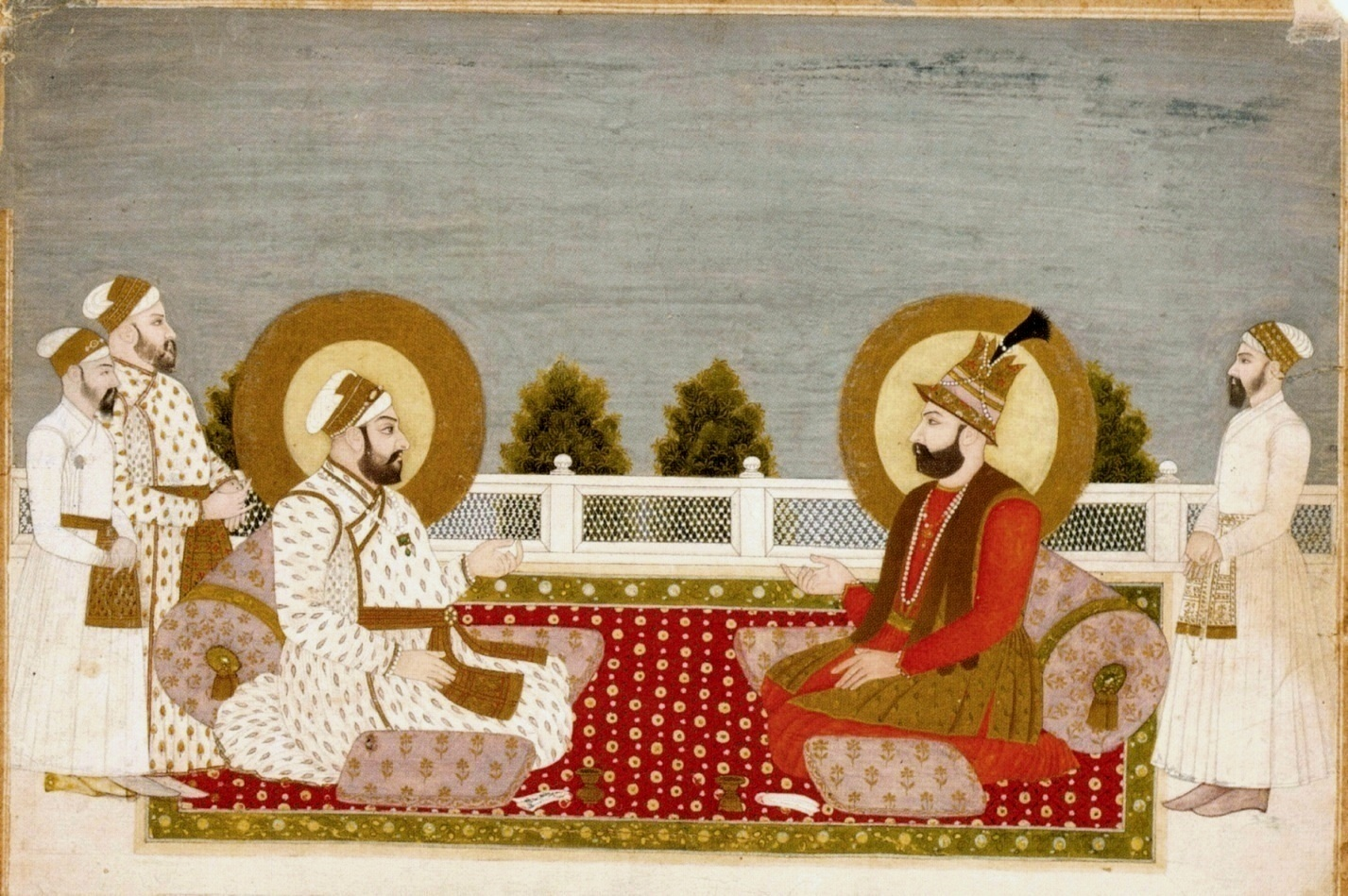
Maomé Xá com o invasor persa, Nader Xá

Em fevereiro de 1739, Nader Xá capturou Sirhind e movimentou-se pela cidade de Karnal, uma batalha que destinava ser muito fatídica para os governantes mogóis. Em 13 de fevereiro, a Batalha de Karnal foi lutada. O Imperador Maomé Xá usou milhares de homens contra os cinquenta e cinco mil homens de Nader Xá, mas ainda foi derrotado em menos de três horas. No evento, o Cã Durã faleceu e escreveu um testamento que os mogóis e os governantes Afexáridas não podiam encontrar, mas Nader Xá voltou para lá a todo o custo. Mas o Imperador mogol, Maomé Xá acreditava que ele não tinha outra escolha a não ser se render a Nader Xá, em 26 de fevereiro na base Afexárida, treze dias após a Batalha de Karnal. Maomé Xá deu as chaves do portão de Deli e marchou como refém com Nader Xá até to Deli, que foi completamente pilhada.
Depois de entrar em Deli, Nader Xá tentou ocupar o Império Mogol com a devoção religiosa e disse que se "Os Maratas miseráveis de Deccan"  tentassem conquistar Deli, ele iria "enviar um exército de vitoriosos qizilbash para conduzi-los para o abismo do inferno". De fato Nader Xá entregou uma catástrofe de qual o Império Mogol nunca se recuperou e os aliados do Imperador foram ultrajados pela ascensão dos Afexáridas.
No início, as coisas eram cordiais entre os dois imperadores. Entretanto, rumores espalhados por Deli disseram que Nader Xá foi assassinado. Os cidadãos atacaram o exército persa e mataram alguns soldados. Nader Xá, furioso, ordenou o massacre da população, e pelo menos trinta mil pessoas morreram. O imperador, Asaf Jah I e o Grande Vizir Qamaruddin Cã imploraram a Nader Xá por misericórdia e então ele parou o massacre e começou a roubar o tesouro mogol. O famoso Trono do Pavão, o diamante Daria-i-Noor e riquezas imagináveis do reino foram saqueadas. Além disso, elefantes, cavalos e muitas coisas adoradas foram pegas. Maomé Xá também teve que dar a sua filha, Jahan Afruz Banu Begum, como noiva do filho mais novo de Nader Xá. Asaf Jah I fugiu para Deccan depois de instalar seu filho mais velho, Intizam-ud-Daula, como o principal comandante do exército mogol e um seguidor fiel, Qamaruddin Cã como o Grande Vizir de Maomé Xá.
Depois de todos os eventos, Maomé Xá foi coroado imperador pelo próprio Nader Xá em 12 de maio, e ele cedeu os territórios ao oeste do Rio Indo para Nader Xá, mesmo que os Nababos de Sind tenham continuado a luta contra os invasores Afexáridas. Nader Xá então tomou o Diamante Koh-i-Noor e outros tesouros famosos, e ele e seu exército começaram a retornar para a Pérsia.

### Consequências
Invasão de Nader Xá destruiu o que restava do Império Mogol e o aproximou do fim. Após a invasão, os Mogóis rapidamente se desintegraram. A fraqueza do Exército Mogol ficou maior após essa invasão. O Nababos claramente não poderiam aliviar a situação da capital Delhi, que era a sede da sua autoridade. Os Mongóis foram completamente saqueados, e rebeliões e deslealdade se tornaram comuns.

## Morte

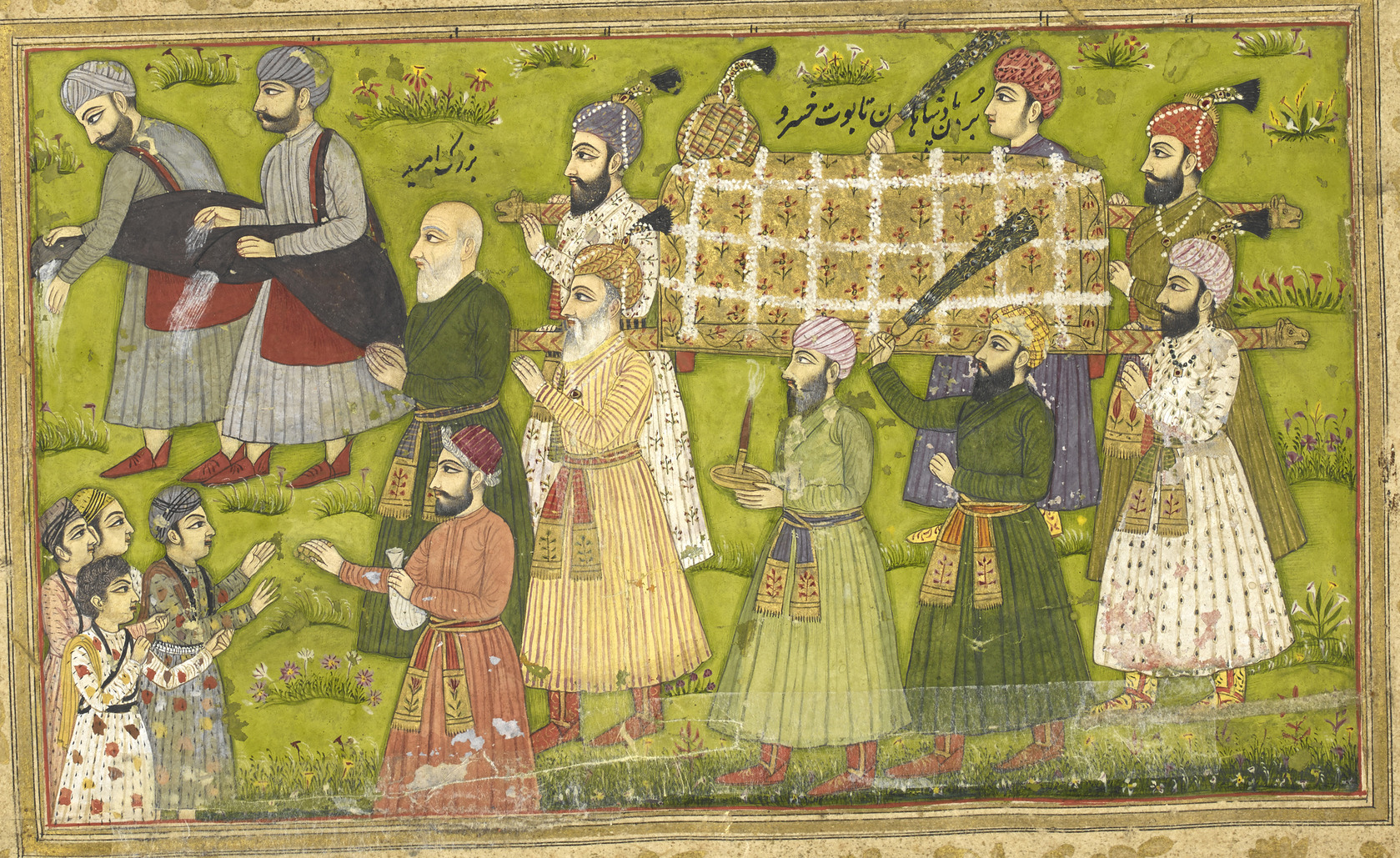
Funeral de Maomé Xá

A vitória do exército mogol durante a Batalha de Manipur veio com uma pesada perda, já que o grande Vizir, Qamaruddin Cã, faleceu durante a batalha depois de ser golpeado por um projetil no campo de batalha. Inicialmente, isso foi mantido em segredo. Entretanto, quando a noticia chegou a Maomé Xá, ele ficou sem poder falar, de repente ele ficou doente, e não saiu de seus aposentos por três dias. Durante esse período de jejum. Alguns dizem que seus guardas puderam ouvir ele chorando alto e dizendo: "Como eu poderia achar alguém tão fiel quanto Qamaruddin". Ele morreu devido a aflição em 26 de abril de 1748, seu funeral foi assistido pelos Imans visitantes de Meca.